# Carrier Air Wing Fourteen
Carrier Air Wing Fourteen (CVW-14), är en amerikansk hangarfartygsbaserad flygflottilj, baserad på  Naval Air Station Lemoore i Kalifornien. Eskadern tillhör hangarfartyget USS Ronald Reagan (CVN-76).

## Enheter
CVW-14 består av följande divisioner
- Strike Fighter Squadron 22
- Strike Fighter Squadron 25
- Strike Fighter Squadron 113
- Strike Fighter Squadron 115
- Carrier Airborne Early Warning Squadron 113
- Carrier Tactical Electronic Warfare Squadron 139
- Fleet Logistics Support Squadron 30 Det. 1
- Helicopter Anti-submarine Squadron 4

## Nuvarande luftfartyg

### Flygplan
- F/A-18E/F Super Hornet
- F/A-18 Hornet
- EA-6B Prowler
- E-2 Hawkeye
- C-2 Greyhound

### Helikoptrar
- SH-60F Seahawk
- HH-60H Seahawk